# Es Trenc

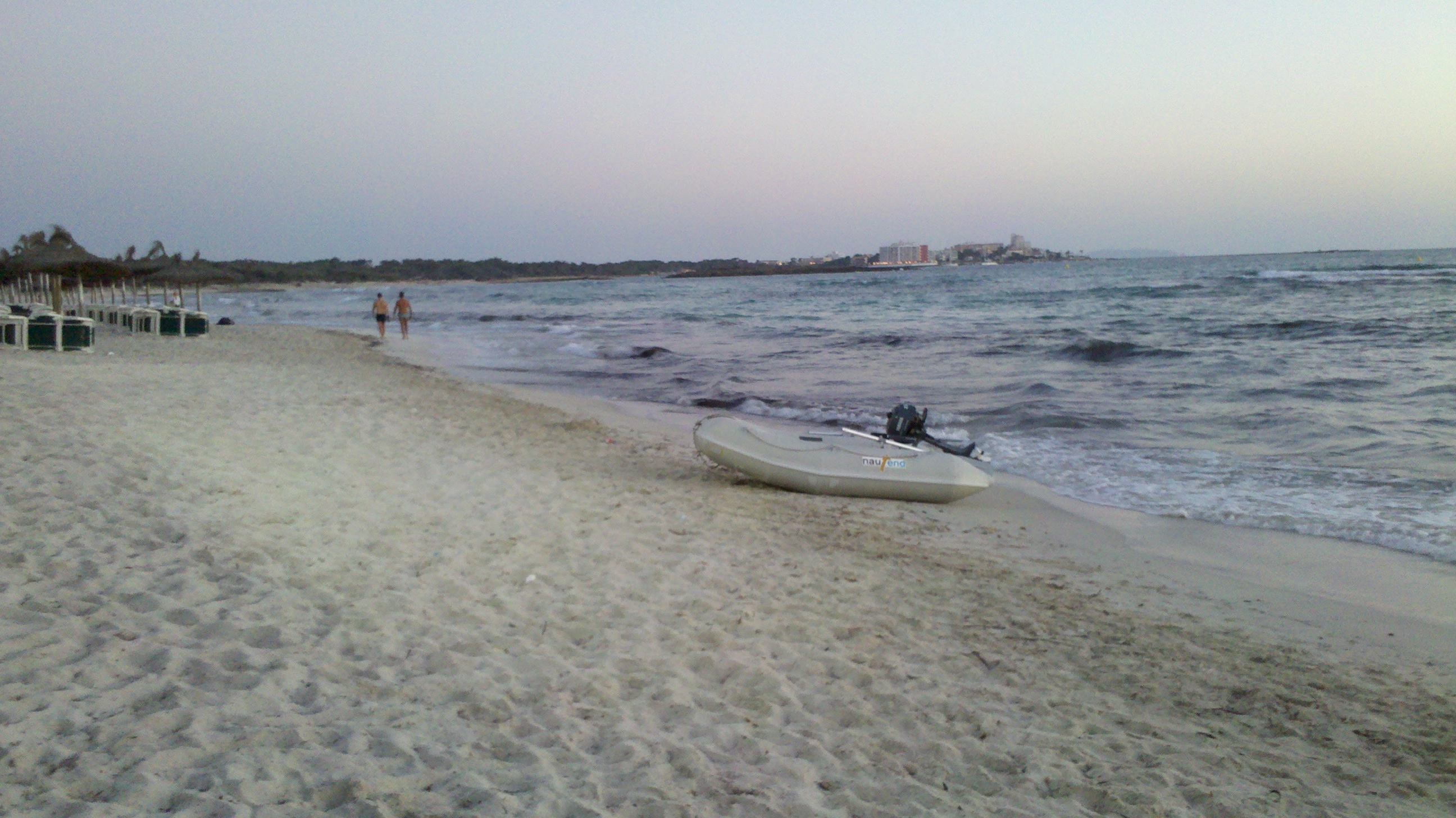
Es Trenc plage.

La plage de Es Trenc fait partie d'une zone de protection naturelle de la localité de Campos à Majorque. Derrière la plage se trouvent les Salinas d'Es Trenc consacrées à la récolte de la Fleur de sel.
La plage s'étend depuis Sa Ràpita du nord-ouest jusqu'à la Colònia de Sant Jordi au sud-est.